# Префектура Сайтама
Префекту́ра Сайта́ма (яп. 埼玉県, さいたまけん, МФА: [sai̯tama keɴ]?) — префектура в Японії, в регіоні Канто
.  Розташована в східній частині острова Хоншю. Адміністративний центр префектури — Сайтама. Межує з префектурами Ібаракі, Тотіґі, Ґумма, Тіба, Токіо, Яманасі та Наґано. Заснована 1871 року на основі провінції Мусаші. Площа становить 3798,08 км². Станом на 1 серпня 2011 року в префектурі мешкало 7 202 540 осіб. Густота населення складала 1900 осіб/км². Основою економіки є машинобудування й комерція. 

## Короткі відомості

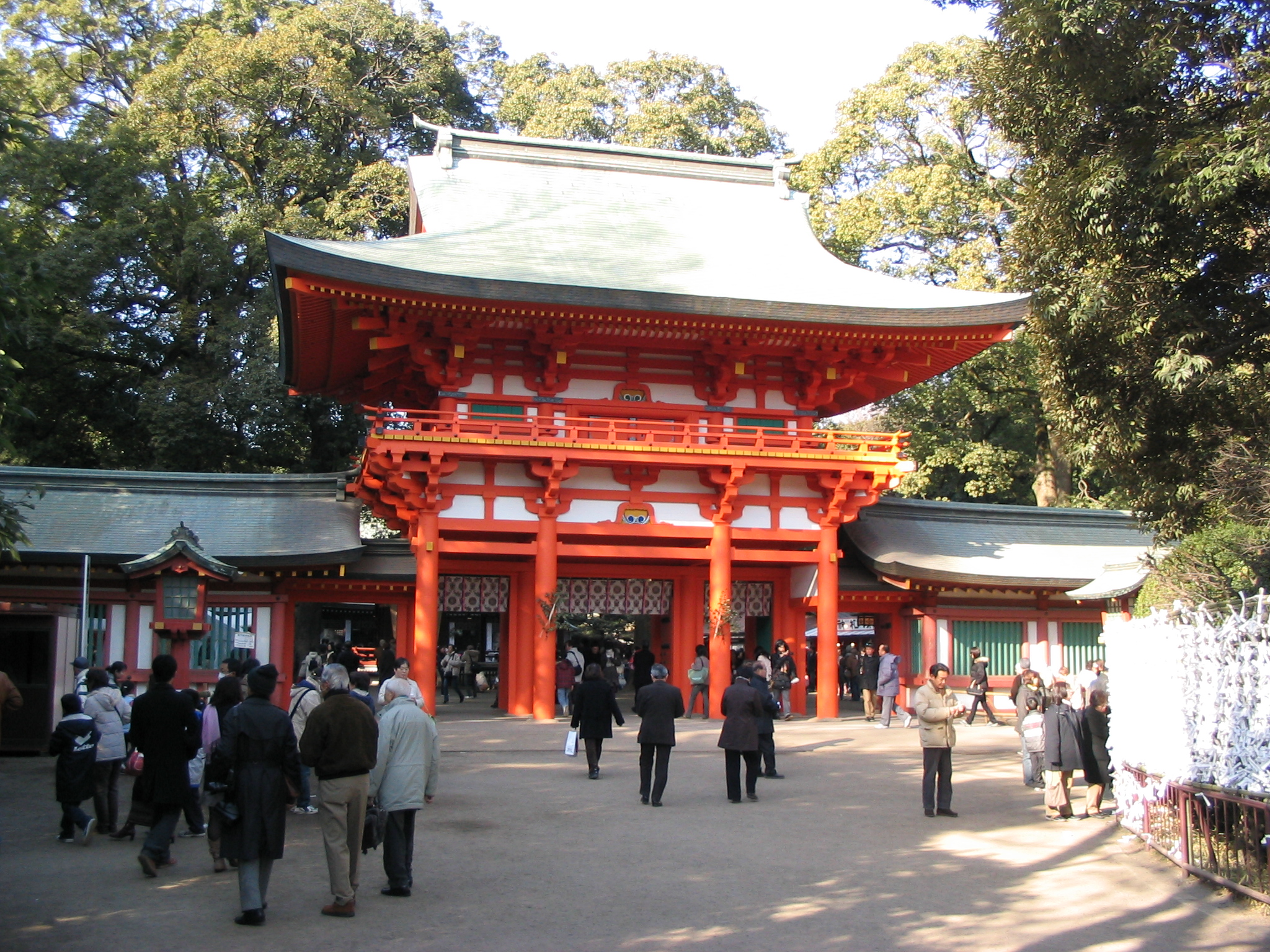
Святилище Хікава — головний синтоїстський храм провінції Мусасі.

Префектура Сайтама розташована в центральній частині регіону Канто. На півночі вона межує з префектурою Ґумма, на сході — з префектурами Тіба, Ібаракі й Тотіґі, на півдні — з метрополією Токіо, а на заході з префектурою Яманасі. Сайтама є однією з небагатьох японських префектур, що не мають виходу до моря. Адміністративний центр префектури має статус міста державного значення. Її протяжність з півночі на південь становить близько 60 км, а з заходу на схід — 107 км. Площа префектури становить одну соту частину від площі усієї Японії.
Префектура Сайтама розташована у північних повітах історичної провінції Мусасі. У 7 — 8 століттях ці землі були заселені переселенцями з Корейського півострова, які поширили в регіоні буддизм та конярство. У 10 — 11 століттях Мусасі було одним із центрів зародження самурайства. Назва префектури, що була утворена в 19 столітті, походить від провінційного повіту Сайтама, оспіваного у стародавній поетичній збірці «Манйосю».
Протягом 20 століття префектура Сайтама переживала урбанізаційний бум, спричинений сусідством з Токіо. Більшість населених пунктів сполучаються зі столицею залізницею JR та локальними електричками. Адміністративний центр Сайтами віддалений від центру Токіо на 50 км. На території префектури працює багато промислових підприємств, що були перенесені зі столиці у 1960 — 1980 у зв'язку з погіршенням екологічної ситуації в Токіо.
На відміну від більшості японських префектур населення Сайтами зростає стрімкими темпами. 1920 року воно становило понад 1 мільйон осіб, 1960 року — понад 2 мільйони, а 1995 року — понад 6 мільйонів. На початку 21 століття населення префектури перетнуло позначку у 7 мільйонів осіб. Для Сайтами притаманна висока густота і зайнятість населення.

## Освіта
- Сайтамський університет